# Morotblomvecklare
Morotblomvecklare (Aethes francillana) är en liten fjäril i familjen vecklare vars larv lever på morotsplantor. Den unga larven lever i blommorna och fröna, men när den blir lite äldre tar den sig in i stjälken, där även förpuppningen sker.
Den fullbildade fjärilen har en vingbredd på 13-18 millimeter. Grundfärgen på vingarna är ljus. Tvärs över framvingarna finns två mörkare, snedställda band.
I Sverige finns morotsblomvecklaren från Skåne till Södermanland. Den hör inte till de vanligaste vecklarna utan är ganska sällsynt.